# Schlossgarten (Erlangen)

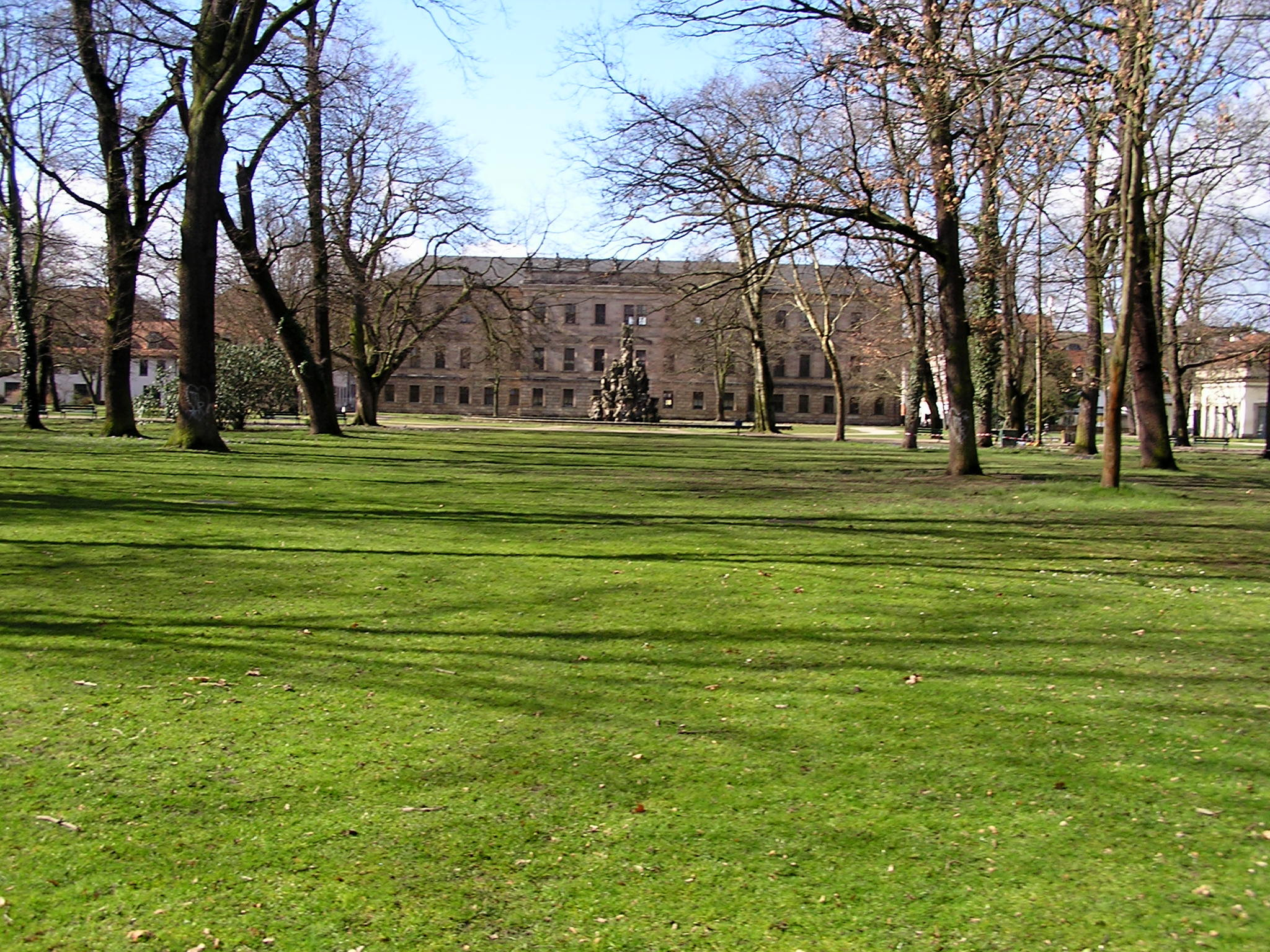
Der Erlanger Schlossgarten mit Blick auf das markgräfliche Schloss 2007

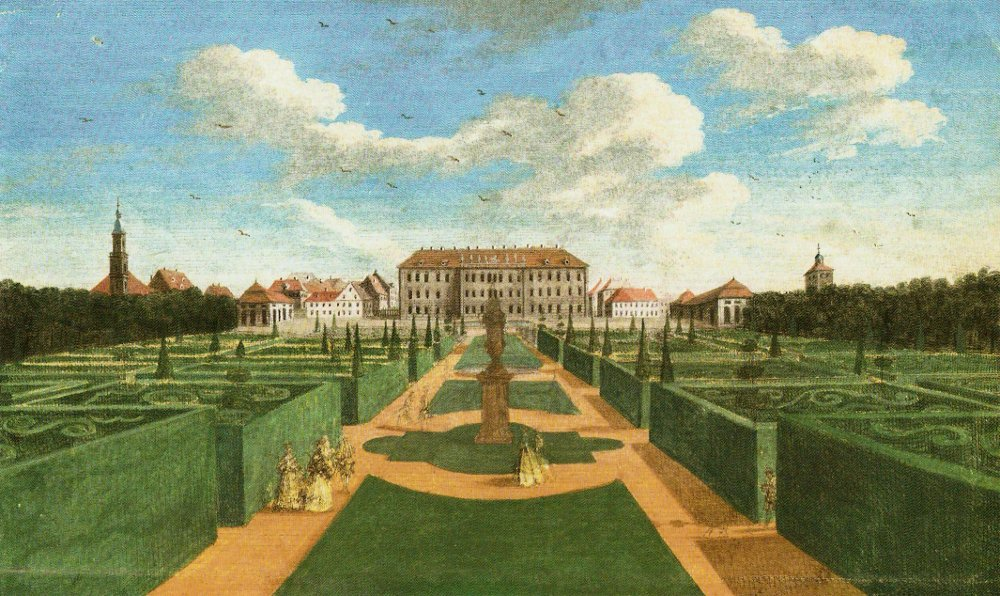
Schlossgarten und Schloss um 1780

Der Schlossgarten in Erlangen gilt als eine der ersten barocken Gartenanlagen Frankens. In dem seit 1849 für die allgemeine Bevölkerung zugänglichen Garten findet alljährlich mit dem Schlossgartenfest der Friedrich-Alexander-Universität Erlangen-Nürnberg das größte Gartenfest Europas statt.

## Geschichte
Hinter dem ab 1700 erbauten Erlanger Schloss war zunächst nur ein kleiner Garten vorgesehen. Vermutlich unter dem Einfluss der Markgräfin Elisabeth Sophie entstand ein Barockgarten von insgesamt 280 m Breite und 550 m Länge, d. h. mit einer Fläche von ca. 15,4 ha.
Die Anlage wurde symmetrisch zur Mittelachse angelegt, die durch den Hugenottenbrunnen, das Reiterstandbild und das nicht mehr vorhandene Heckentheater betont wurde. An einen großen, von Schloss, Orangerie und Konkordienkirche eingerahmten Platz schlossen sich die Gartenanlagen mit den für die Zeit typischen Zierbeeten, Gehölzgruppen und Rasenflächen an. Neben dem Lustgarten mit seinen zahlreichen Skulpturen und Springbrunnen gab es einen Küchengarten, einen Heilkräutergarten, einen Obstgarten, einen Naturgarten und eine Fasanerie. Außerhalb der Schlossgartenmauern setzte sich der Garten mit drei als Sichtachsen in den Wald geschlagenen Alleen fort.
In den Jahren 1786 bis 1826 erfolgte auf Anregung des Botanikprofessors Johann Christian von Schreber die Umwandlung in einen englischen Landschaftsgarten. Zu seinen Ehren wurde eine Gedenksäule im Schlossgarten aufgestellt. 1818 gelangte der Schlossgarten in den Besitz der Friedrich-Alexander-Universität, die ihn am 11. Juni 1849 für die allgemeine Öffentlichkeit zugänglich machte.
Im 19. Jahrhundert wurde der Schlossgarten auf ca. 7,5 ha, d. h. auf etwa die Hälfte der ursprünglichen Fläche, verkleinert. Der östliche Teil wurde nach dem Bau des Krankenhauses 1803 durch die Krankenhausstraße abgetrennt. Im nördlichen Randstreifen entstand ab 1825 der Botanische Garten. Auf dem südlichen Randstreifen wurden in der zweiten Hälfte des 19. Jahrhunderts mehrere Universitätsinstitute und die Universitätsstraße gebaut. Den Abriss der Orangerie sowie eine weitere Bebauung verhinderte der Protest der Bürger.
1946 übernahm das städtische Gartenamt die Pflege des Schlossgartens. Der Baumbestand wurde 1975 und 1980 durch Nachpflanzungen von Eichen und Linden deutlich verjüngt.

## Orangerie
Die Orangerie wurde 1704–1706 durch Gottfried von Gedeler geplant und erbaut und bis 1755 als Pomeranzenhaus genutzt. Die barocke Außenfassade zeigt Einflüsse des beginnenden Rokoko sowie Sandsteinplastiken von Elias Räntz. Im Mittelteil befindet sich ein Wassersaal mit bedeutender Stuckausstattung sowie aus dem nahegelegenen Wasserturm gespeisten Wasserspielen. Im Jahre 1818 ging das Gebäude in den Besitz der Friedrich-Alexander-Universität über und ist seitdem Sitz der Institute für Kirchenmusik und Kunstgeschichte. Zudem wird das Gebäude als prunkvoller Ort für Konzerte und Trauungen genutzt, wofür auch mehrere Flügel und zwei Orgeln verfügbar sind.

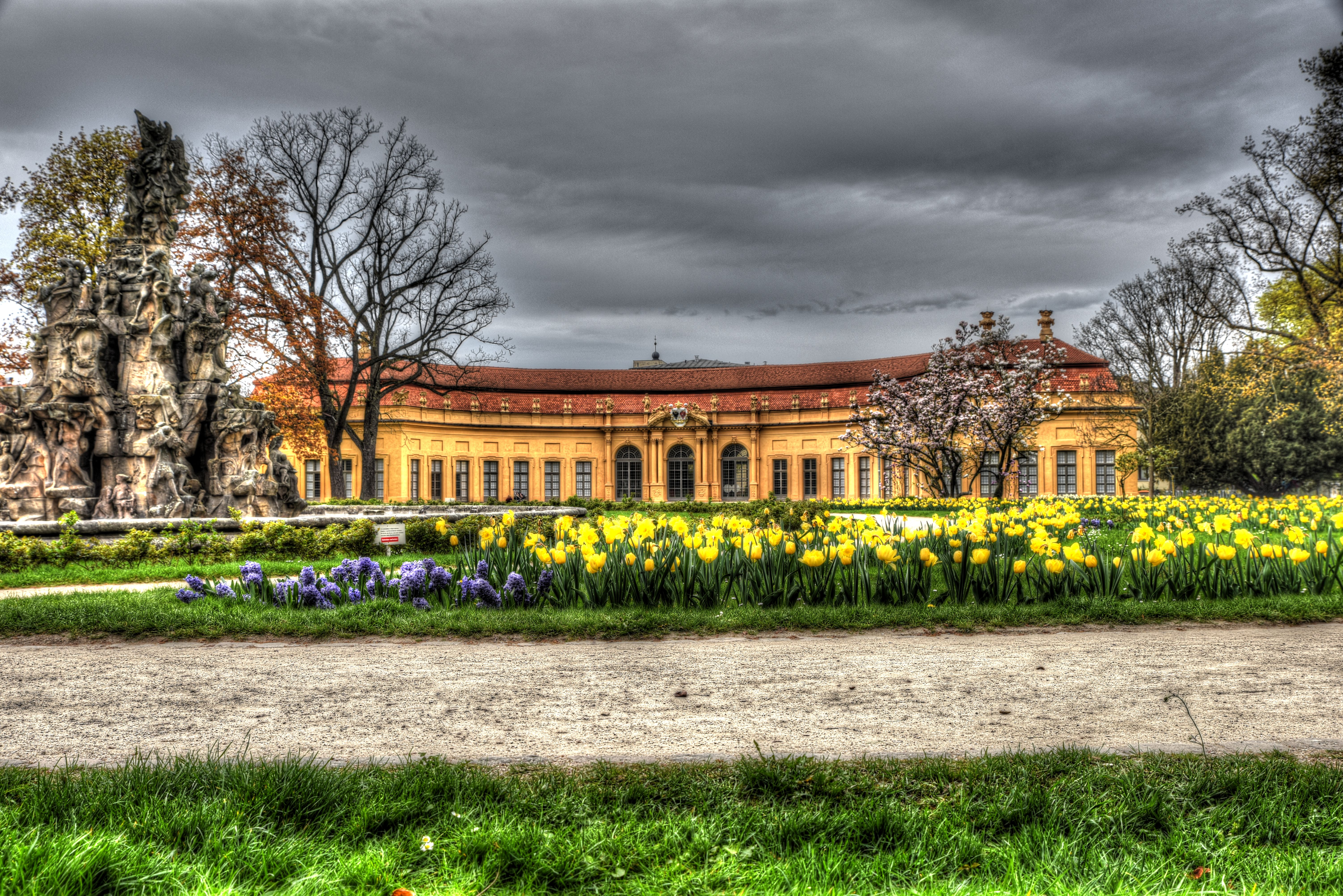
Orangerie 2016
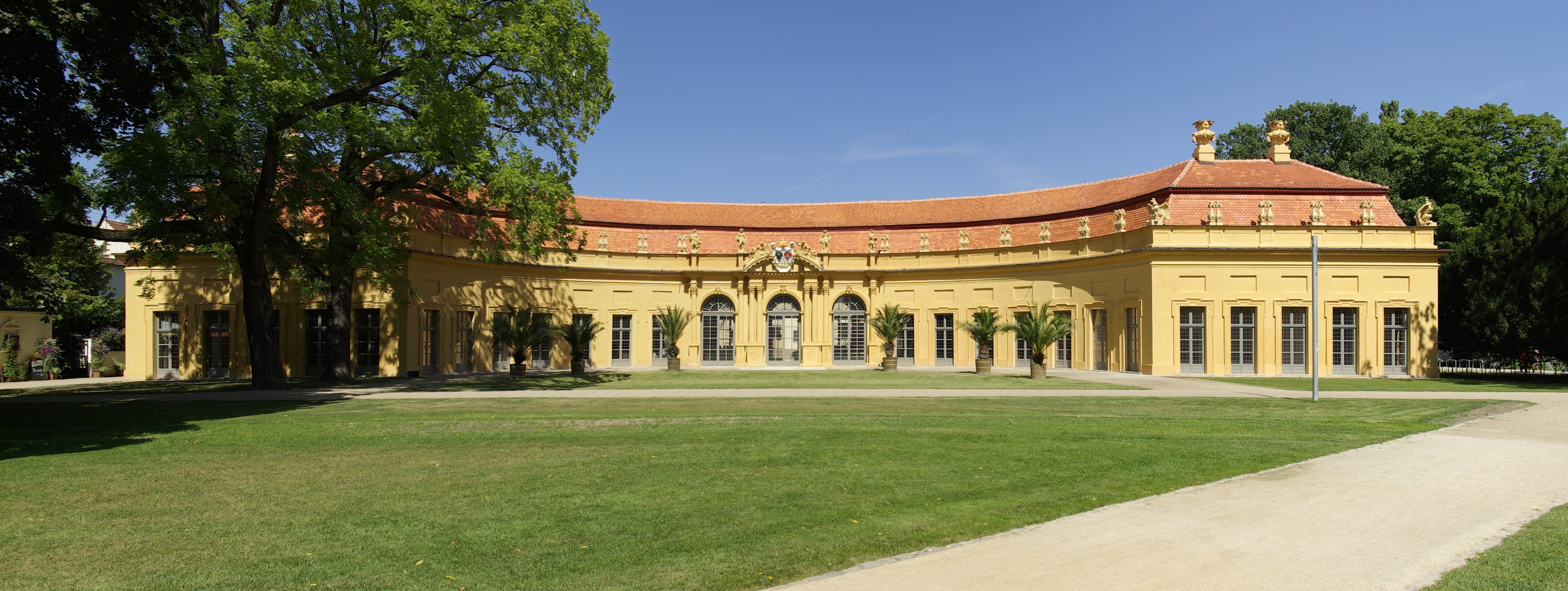
Orangerie 2012
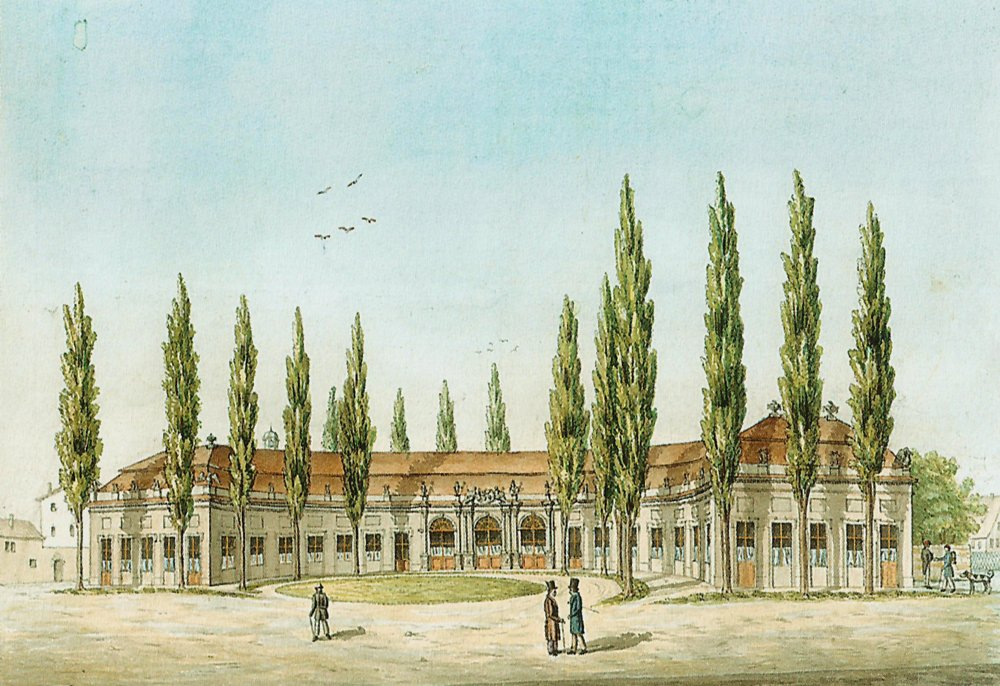
Orangerie um 1830
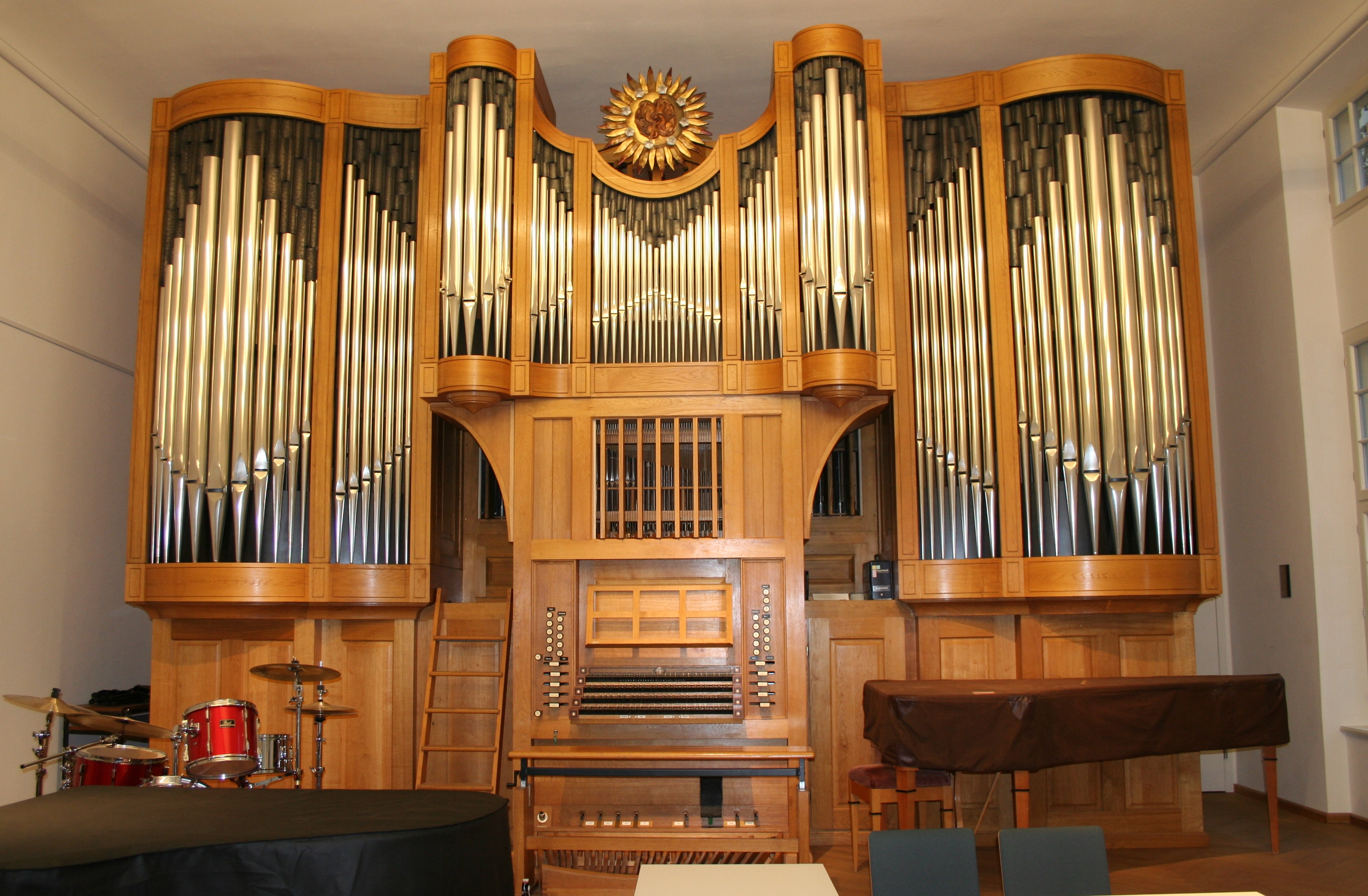
Orgel im Musiksaal 2013
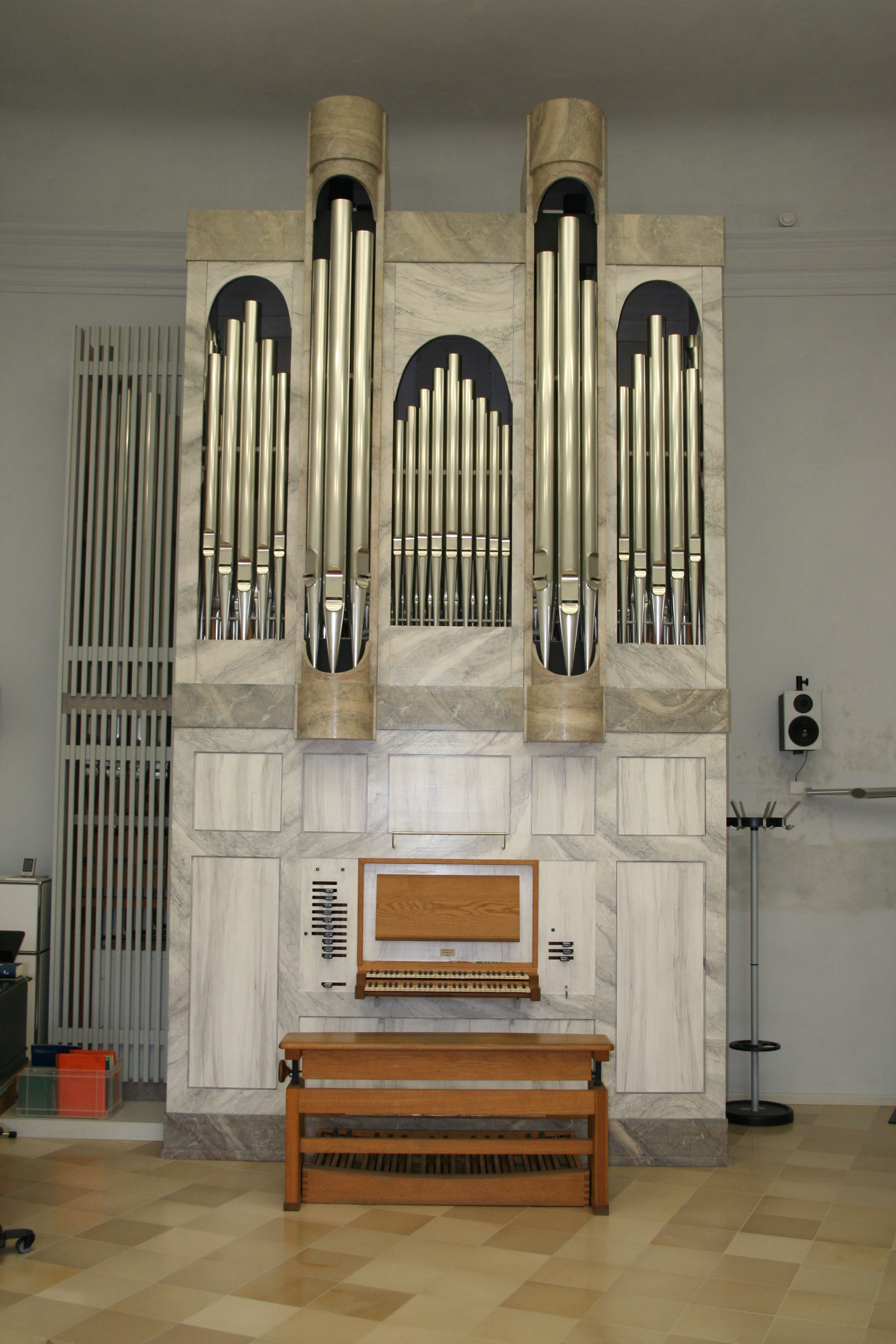
Lieb-Orgel beim Wassersaal 2013

### Orgel
Die Orgel im Musiksaal der Orangerie wurde 1987 von Orgelbau Vier (Friesenheim) gebaut. Das rein mechanische Instrument hat 29 klingende Register, davon sind 3 Register Vorabzüge. Es hat kein eigenständiges Pedalwerk. Das Pedal wird aus dem Hauptwerk gebildet, dessen Register auf Wechselschleifen stehen. Das Brustwerk (IV. Manual) ist über einen Schiebeschweller schwellbar.
| II Hauptwerk C–g3 |                    |       |
| 1.                | Bourdon            | 16′   |
| 2.                | Prinzipal          | 8′    |
| 3.                | Viola di Gamba     | 8′    |
| 4.                | Gedackt            | 8′    |
| 5.                | Oktave             | 4′    |
| 6.                | Holzflöte          | 4′    |
| 7.                | Superoktave        | 2′    |
|                   | Quinte (aus Nr. 8) | 1 ⁄3′ |
| 8.                | Mixtur IV          | 1 ⁄3′ |
| 9.                | Fagott             | 16′   |
| 10.               | Trompete           | 8′    |

| III Schwellwerk C–g3 |                         |       |
| 11.                  | Quintatön               | 16′   |
| 12.                  | Salicional              | 8′    |
| 13.                  | Flöte                   | 8′    |
| 14.                  | Flötenschwebung         | 8′    |
| 15.                  | Traversflöte            | 4′    |
| 16.                  | Viola d’amore           | 4′    |
| 17.                  | Flageolet               | 2′    |
|                      | Violquinte (aus Nr. 18) | 2 ⁄3′ |
| 18.                  | Harmonia aeth. III      | 2 ⁄3′ |
| 19.                  | Oboe                    | 8′    |
|                      | Tremulant               |       |

| I Positiv C–g3 |                      |        |
| 20.            | Bourdon              | 8′     |
| 21.            | Praestant            | 4′     |
| 22.            | Flute                | 4′     |
| 23.            | Nazard               | 2 ⁄3′  |
| 24.            | Doublette            | 2′     |
| 25.            | Tierce               | 1 3⁄5′ |
|                | Sifflet (aus Nr. 26) | 1′     |
| 26.            | Fourniture III       | 1′     |
| 27.            | Cromorne             | 8′     |
|                | Tremulant            |        |

| IV Brustwerk C–g3 |                      |     |
| 28.               | Cornett V            | 8′  |
| 29.               | Vox humana           | 16′ |
| 30.               | Glockenspiel (c°–d3) |     |

| Pedalwerk C–g1 |                        |     |
| 31.            | Subbaß (Nr. 1)         | 16′ |
| 32.            | Prinzipal (Nr. 2)      | 8′  |
| 33.            | Viola di Gamba (Nr. 3) | 8′  |
| 34.            | Gedackt (Nr. 4)        | 8′  |
| 35.            | Oktave (Nr. 5)         | 4′  |
| 36.            | Holzflöte (Nr. 6)      | 4′  |
| 37.            | Superoktave (Nr. 7)    | 2′  |
| 38.            | Fagott (Nr. 9)         | 16′ |
| 39.            | Trompete (Nr. 10)      | 8′  |

## Konkordienkirche
Um die Spiegelsymmetrie zur Mittelachse des Schlossgartens herzustellen, sollte gegenüber der Orangerie die Konkordienkirche errichtet werden. 1708 wurde jedoch unter der Leitung von Gottfried von Gedeler nur der rechteckige Mittelteil ausgeführt. Zu dem Bau der beiden gebogenen Seitenteile, die Orangerieräume enthalten sollten, kam es nicht. Die Einweihung fand 1711 statt. Dennoch wurde die Kirche erst 1724 regelmäßig zu Gottesdiensten genutzt und bereits 1743 profaniert. Teile des Altars wurden für den Kanzelaltar der Neustädter Kirche verwendet. 1804–24 wurde das Gebäude nach beiden Seiten in einen rechteckigen klassizistischen Bau umgewandelt und ab 1840 als Kollegienhaus der Friedrich-Alexander-Universität genutzt. 1895/96 wurde das Gebäude unter anderem mit einer neubarocken Fassade und einem Mansarddach erneut umgestaltet. Seitdem dient es als Sitz des geologisch-mineralogischen Instituts.

## Hugenottenbrunnen
Der 1706 von dem Bayreuther Hofbildhauer Elias Räntz geschaffene Hugenottenbrunnen stellt in einem ovalen Brunnenbecken (29 × 19,5 m) einen kegelförmigen Felsenberg dar, der in drei Ebenen aufgeteilt ist. Auf der untersten Ebene sind vornehme Hugenottenfamilien dargestellt, darüber antike Gottheiten und ganz oben Markgraf Christian Ernst. Die in die vier Himmelsrichtungen zeigenden Kartuschen enthielten mittlerweile verschwundene Texte mit Lobpreisungen des Markgrafen. Eine Öffnung in dem Felsenkegel erlaubt den Durchblick auf das Reiterstandbild des Markgrafen.
Der Brunnen wurde von dem nahegelegenen Wasserturm gespeist, den wiederum das in der Thalermühle an der Regnitz gelegene Pumpwerk versorgte. Für den Bau dieses Brunnens wurde Sandstein verwendet, der mittlerweile starke Verwitterungsspuren aufweist und 1999 eine Restaurierung notwendig machte.

## Reiterstandbild

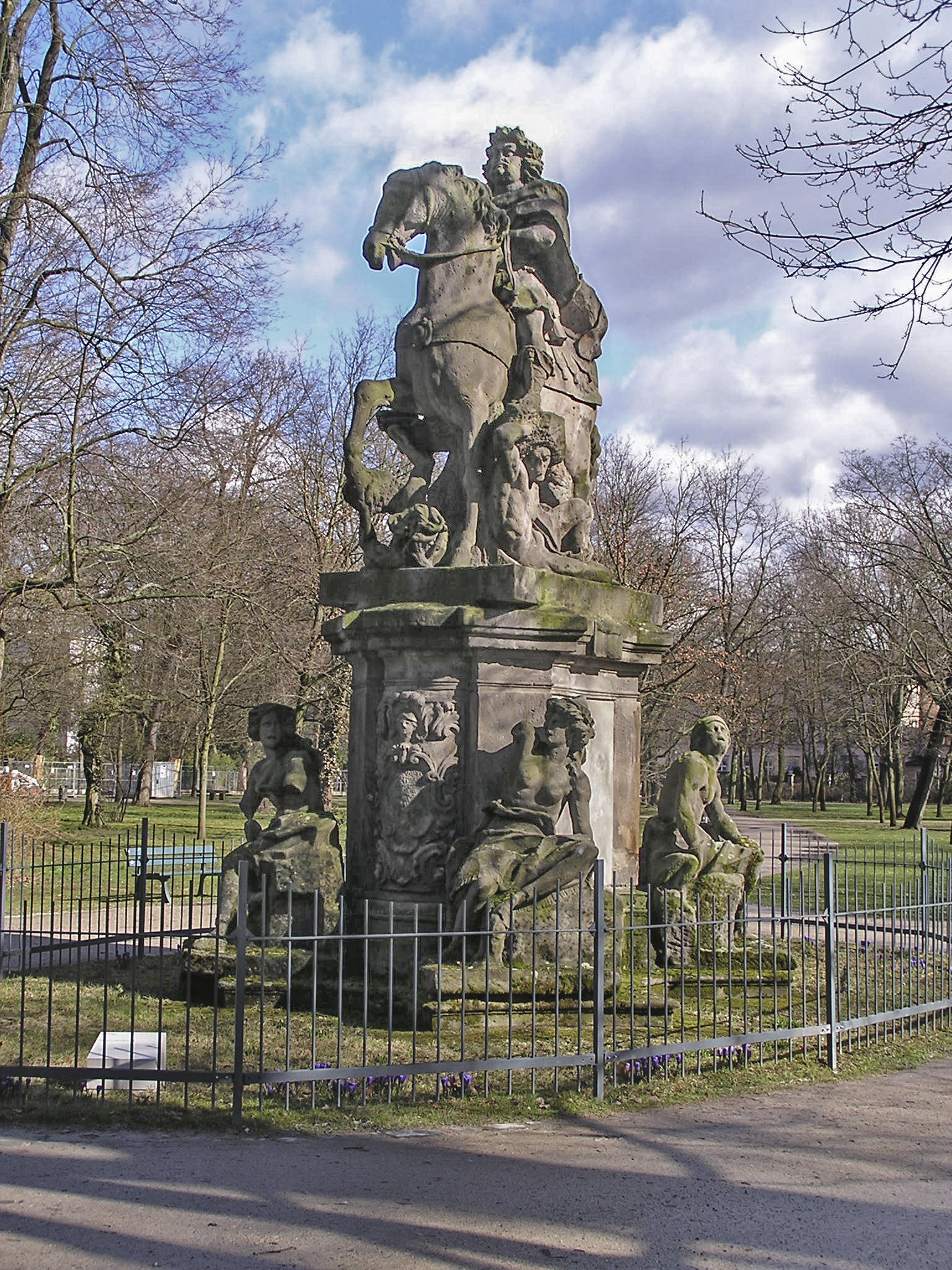
Das Reiterstandbild

Das Reiterstandbild des Markgrafen Christian Ernst blieb aus statischen Gründen unvollendet. Während die Sockelarchitektur von dem Architekten Paul Decker entworfen wurde, schuf der Bildhauer Elias Räntz das Reiterstandbild in den Jahren 1711/12 aus einem einzigen Sandsteinblock aus den Steinbrüchen des Burgbergs.
Das Denkmal erinnert an die Teilnahme des Markgrafen an den Türkenkriegen und zeigt ihn auf dem Pferd in voller Rüstung. Unter ihm liegen ein Türke sowie Invidia, die Personifikation des Neids. Als Vorbild diente das berühmte Reiterstandbild des Großen Kurfürsten Friedrich Wilhelm von Brandenburg von Andreas Schlüter vor dem Schloss Charlottenburg.
Die stark verwitterte Skulptur wurde mehrmals mutwillig beschädigt und ist seit 1996 durch eine Umzäunung geschützt.

## Schrebersäule

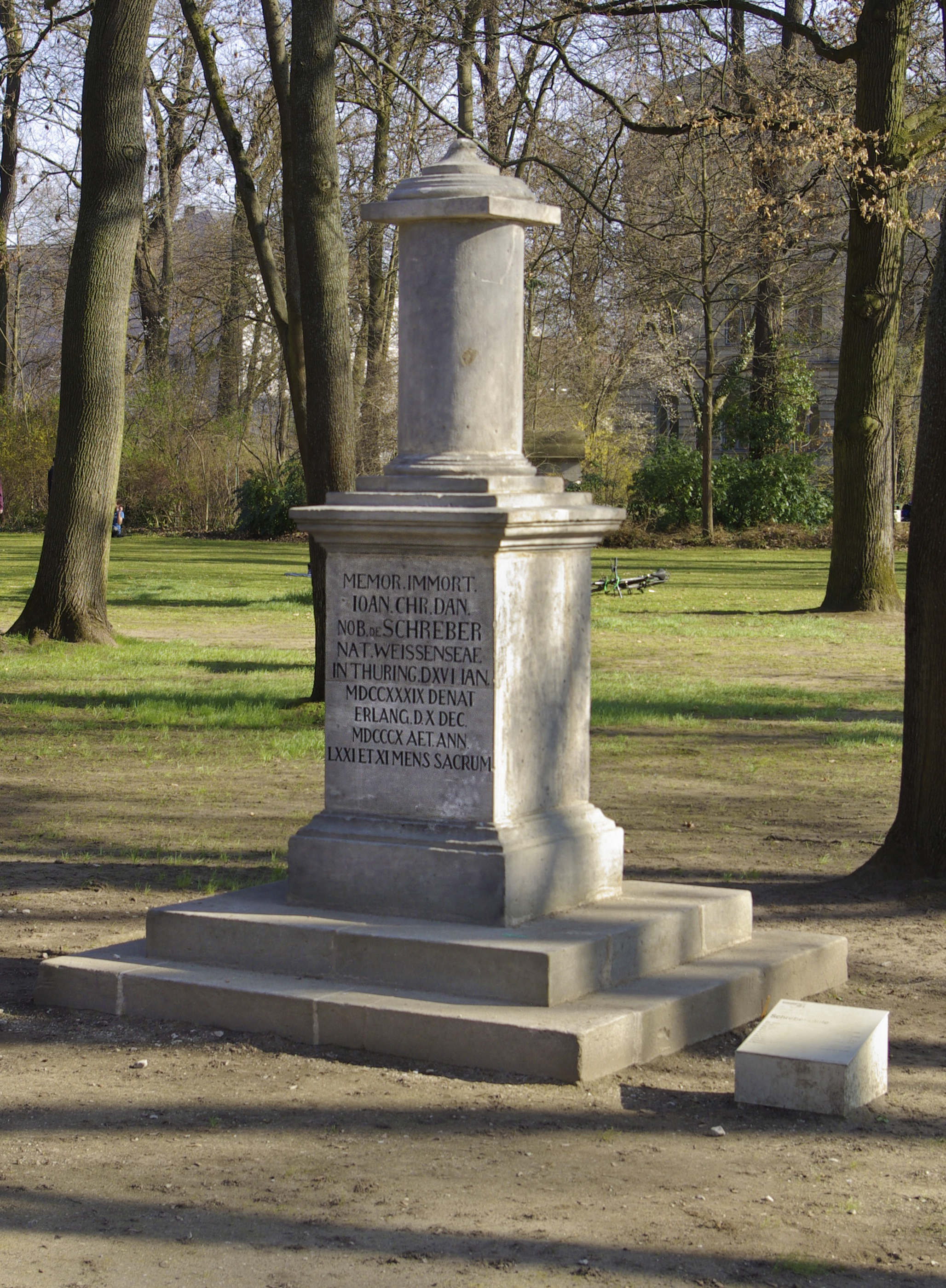
Schrebersäule

Die Säule erinnert an Johann Christian von Schreber (1739–1810), der ab 1770 als Professor für Botanik an der Erlanger Universität lehrte. Er war Begründer und Direktor des 1826 an seinen heutigen Platz im nördlichen Teil des Schlossgartens verlegten Botanischen Gartens; auf seine Initiative geht außerdem die Umgestaltung des Schlossgartens in einen englischen Landschaftsgarten zurück. Die Gedenksäule wurde 1810 von seiner Witwe gestiftet und nach der Verlegung des Botanischen Gartens und einer Restaurierung 1827 an ihrem heutigen Standort im Schlossgarten wieder aufgestellt.

## Delphinbrünnlein

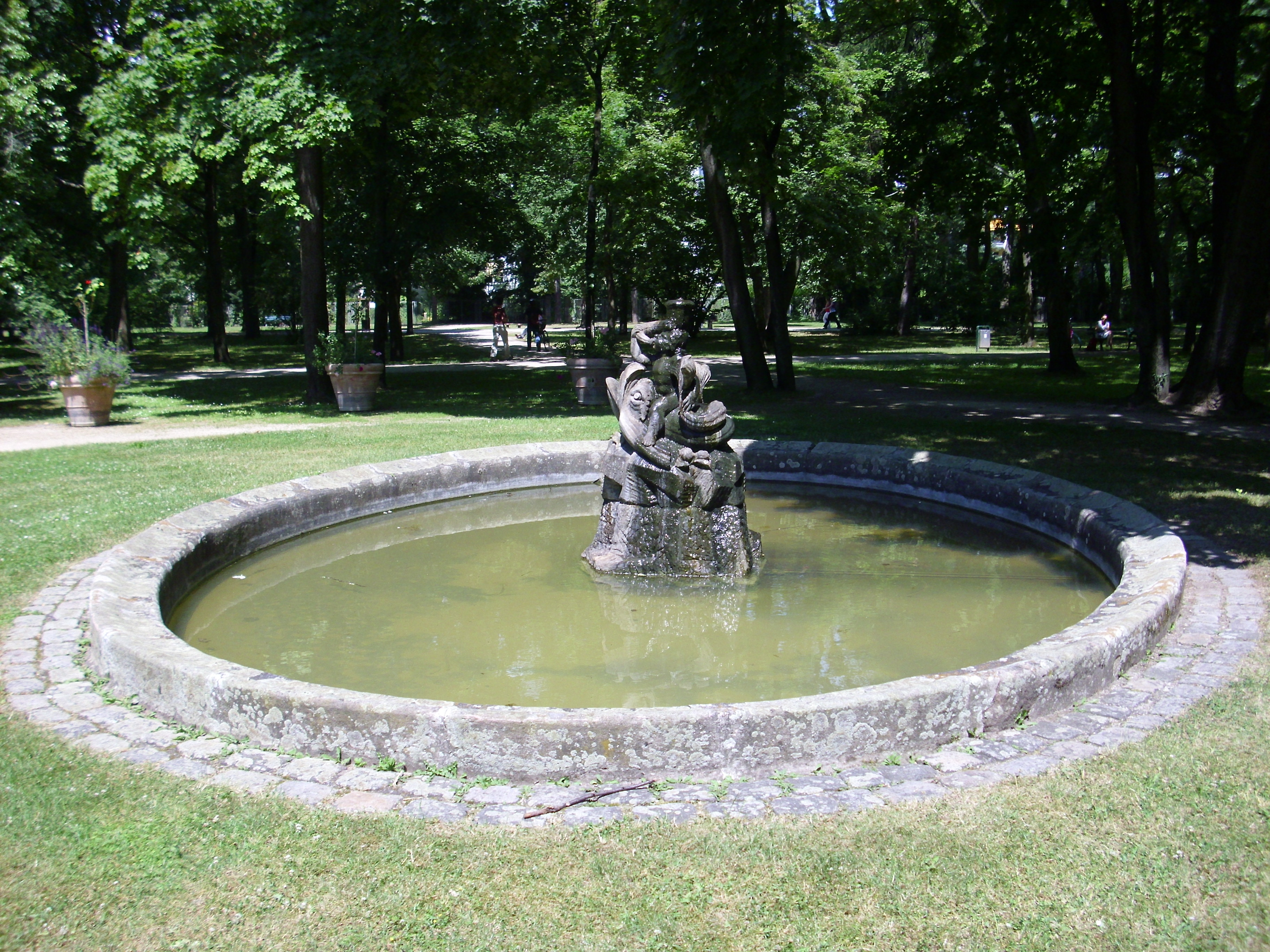
Delphinbrünnlein

Anlässlich des 100-jährigen Jubiläums der Friedrich-Alexander-Universität im Jahr 1843 wurde als Schlusspunkt der barocken Mittelachse das Delphinbrünnlein errichtet. Ursprünglich bestand dieser Brunnen nur aus einem Brunnenbecken sowie einem einfachen Rohr, aus dem die Fontäne entsprang. Erst 1914 wurde von dem Bildhauer Heinrich Mantel Junior der auf einem Delphin reitende, hornblasende Putto errichtet, der durch sein Reittier sowie das heranfließende, fruchtbringende Wasser ein neues, glückliches Zeitalter ankündigt. Er ist eine Kopie einer verschollenen Brunnenfigur, welche von Elias Räntz für das markgräfliche Schlossgut Mon Plaisir geschaffen wurde. Die Figur wurde 1934 mutwillig zerstört und 1981 durch eine Nachbildung ersetzt. Eine weitere Kopie befindet sich in der Hofmannstraße 35.

## Rückert-Brunnen

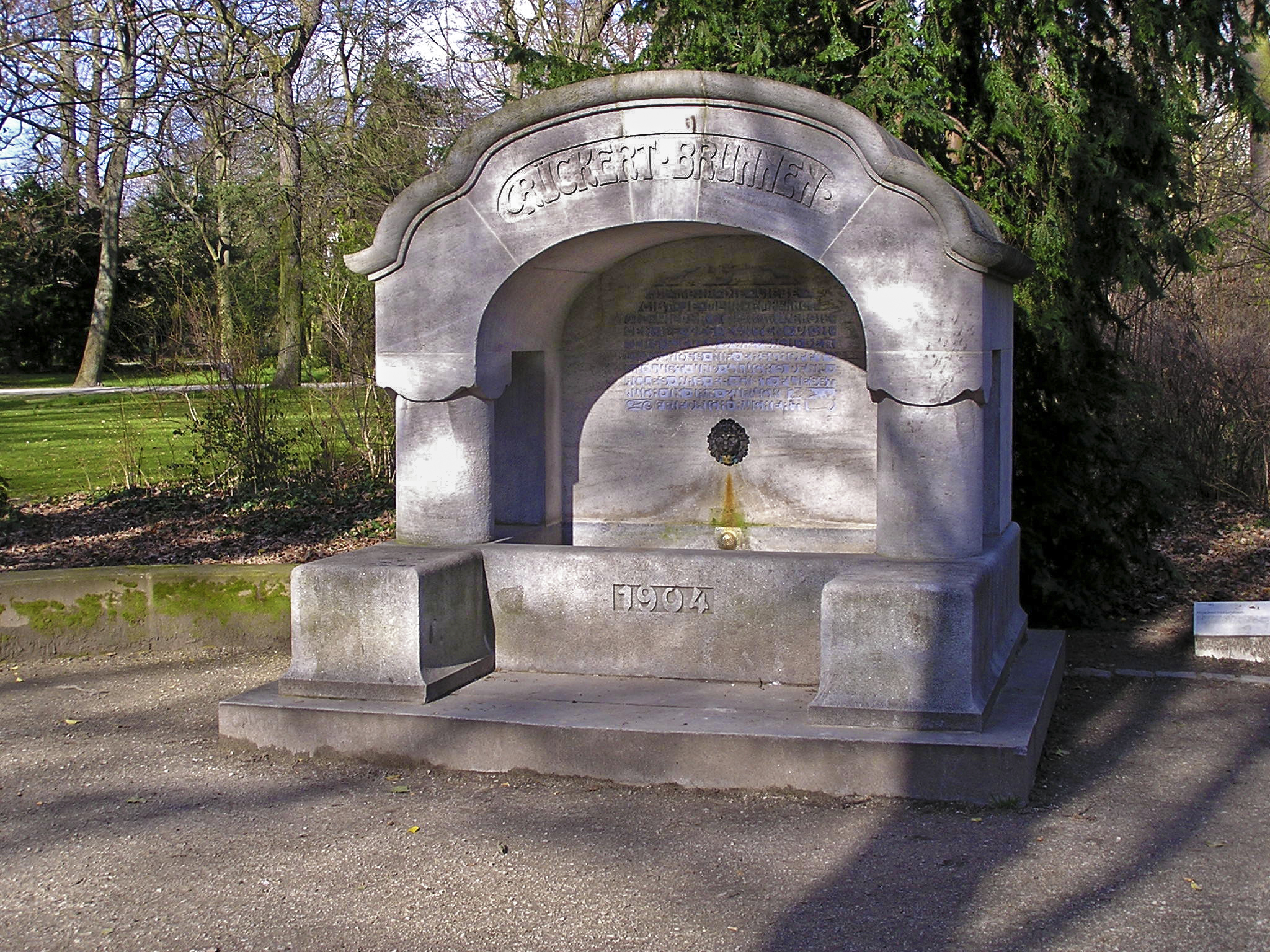
Rückert-Brunnen im März 2007 …

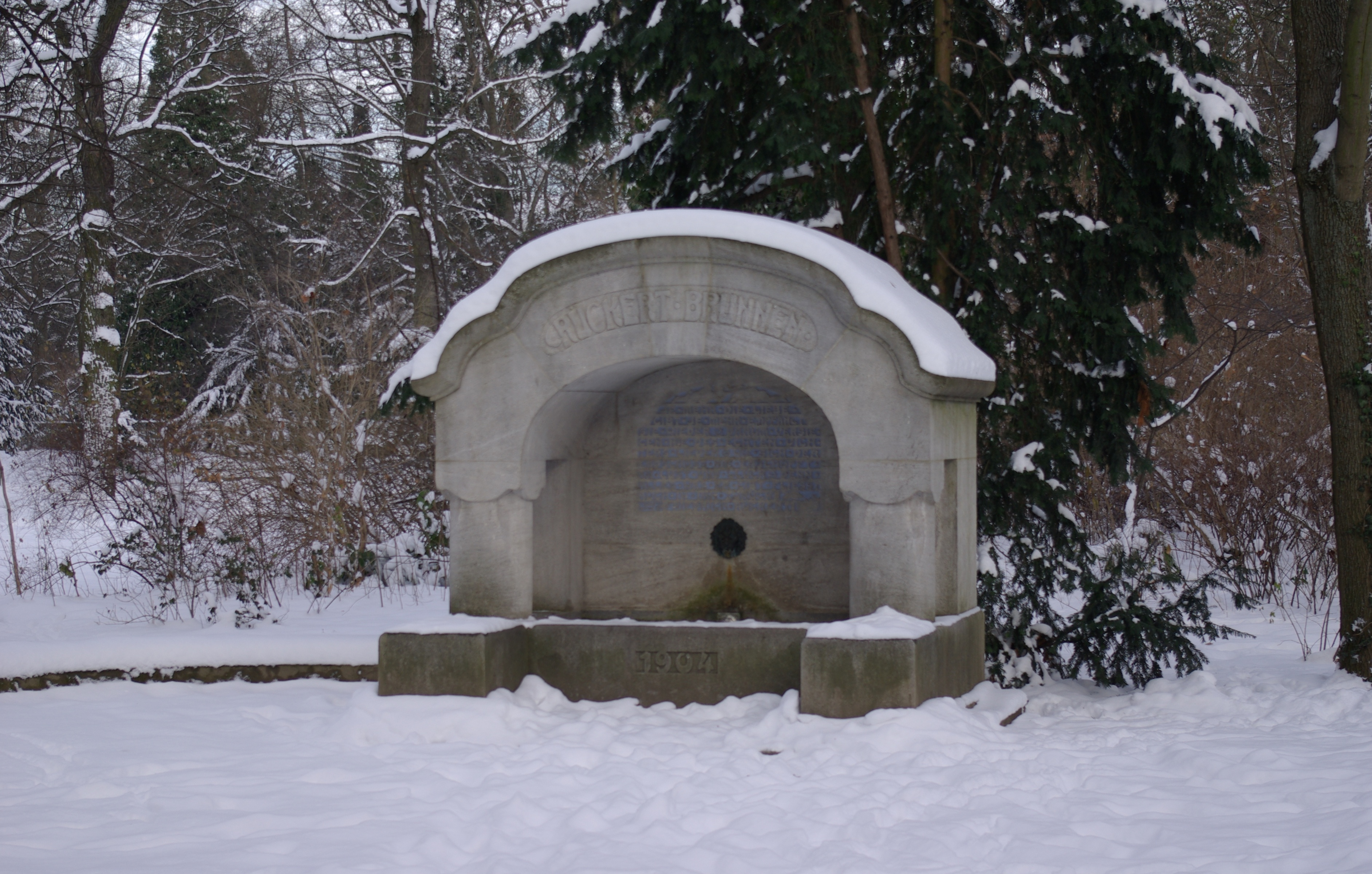
… und im Dezember 2010

An der Stelle des Vögelbrünnleins schuf der Bildhauer Johann Baptist Mantel im Jahre 1904 nach dem Entwurf von Theodor Fischer den Rückert-Brunnen. Der in gedrungenem Jugendstil gestaltete Brunnen ist dem Dichter Friedrich Rückert gewidmet, der zwischen 1826 und 1841 in Erlangen an der Friedrich-Alexander-Universität als Professor für orientalische Sprachen wirkte. In dieser Zeit verfasste er mit Die Weisheit des Brahmanen eines seiner erfolgreichsten Werke, aus dem ein Vers als Inschrift in den Brunnen eingearbeitet wurde:

## Gefallenendenkmal

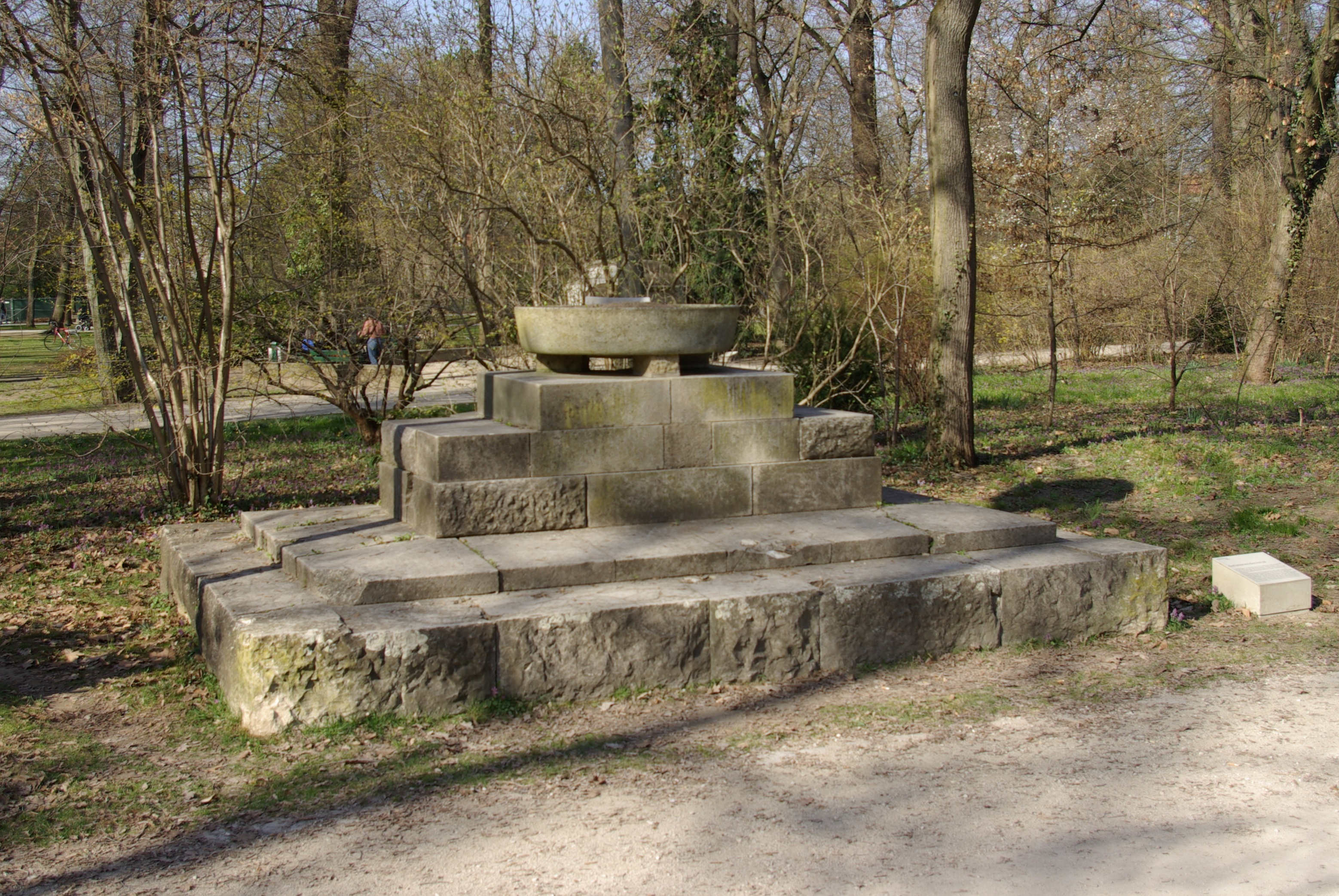
Gefallenendenkmal

Zu Ehren der im Ersten Weltkrieg gefallenen Universitätsangehörigen wurde das von dem Bildhauer Eduard Beyrer geschaffene Denkmal am 1. Juli 1930 der Öffentlichkeit übergeben. Es stellte einen sitzenden gefesselten Soldaten mit Stahlhelm auf einem Felsblock dar, der in der Hand ein zerbrochenes Schwert hält. Die Inschrift „Allen Gewalten zum Trutz sich erhalten“ zeugt von dem als Diktat empfundenen Vertrag von Versailles.
Im November 1946 wurde die Kriegerfigur auf Befehl der Militärregierung der Vereinigten Staaten für Deutschland beseitigt. Übrig blieben nur die 8 Steinblöcke mit 384 Namen sowie das Podest.
Von Beginn an wurde dieses Denkmal durch wechselnde politische Strömungen instrumentalisiert. So verlangte der nationalsozialistische  Student Sunkel in seinem Redebeitrag anlässlich der Enthüllung 1930 die Beseitigung der Weimarer Republik. Auch die Beschmierungen anlässlich des Zweiten Golfkriegs 1991 lassen sich dieser „Tradition“ zuordnen.

## Veranstaltungen
Der Schlossgarten wird gerne für Veranstaltungen genutzt. Zu den größeren gehören:
- Die sonntäglichen Schlossgartenkonzerte
- Das alljährlich stattfindende Erlanger Poetenfest
- Das Schlossgartenfest der Friedrich-Alexander-Universität
- Der Erlanger Triathlon